# Trouble in Shangri-La
Trouble in Shangri-La – szósty album wokalistki i kompozytorki Stevie Nicks, wydany w maju 2001 roku.

## O albumie
Nigdy nie myślałam o tym, do jakiego gatunku muzycznego pasuję. Gdybym o to dbała, dostałabym paranoi. [...] Mam nadzieję, że ludzie polubią ten album - to moje serce i dusza, wszystko, co chciałam powiedzieć przez ostatnie dziesięć lat. - Stevie Nicks w wywiadzie z Entertainment Weekly z 16 marca 2001 roku
Stevie Nicks porównała ten album do jej pierwszego solowego krążka - Bella Donna z 1981 roku, określając go jako album koncepcyjny. Wokalistka stwierdziła, że album opowiada o osiąganiu raju i nie posiadania możliwości, by nad tym panować.
Tytuł albumu oraz utwór przewodni nawiązują do fikcyjnej krainy o nazwie Shangri-La, która jest fikcją literacką Jamesa Hiltona z powieści Zaginiony horyzont z 1933 roku.

## Lista utworów
| Lp. | Tytuł                    | Muzyka i tekst                       | Czas |
| --- | ------------------------ | ------------------------------------ | ---- |
| 1   | "Trouble in Shangri-La"  | Stevie Nicks                         | 4:50 |
| 2   | "Candlebright"           | Nicks                                | 4:41 |
| 3   | "Sorcerer"               | Nicks                                | 4:45 |
| 4   | "Planet of the Universe" | Nicks                                | 4:46 |
| 5   | "Everyday"               | John Shanks, Damon Johnson           | 3:36 |
| 6   | "Too Far From Texas"     | Sandy Stewart, Steve Booker          | 3:48 |
| 7   | "That Made Me Stronger"  | Nicks, Scott F. Crago, Timothy Drury | 4:19 |
| 8   | "It's Only Love"         | Sheryl Crow                          | 3:31 |
| 9   | "Love Changes"           | Nicks                                | 4:23 |
| 10  | "I Miss You"             | Nicks, Rick Nowels                   | 4:15 |
| 11  | "Bombay Sapphires"       | Nicks                                | 4:05 |
| 12  | "Fall from Grace"        | Nicks                                | 4:31 |
| 13  | "Love Is"                | Nicks                                | 4:30 |

## Twórcy
Główni wykonawcy
- Stevie Nicks – wokal, keyboard, tamburyn
- Sharon Celani – wokal wspomagający
- Lori Nicks – wokal wspomagający

Gościnnie występujący
- Sheryl Crow – gitara, gitara basowa, wokal wspomagający
- Mike Campbell – gitara
- Benmont Tench – organy, pianino
- Natalie Maines – wokal w utworze "Too Far from Texas"
- Lindsey Buckingham – gitara, wokal wspomagający w utworze "I Miss You"
- Macy Gray – wokal wspomagający w utworze "Bombay Sapphires"
- Sarah McLachlan – pianino, gitara, wokal wspomagający w utworze "Love Is"

Muzycy sesyjni
- John Shanks – gitara, keyboard, gitara basowa
- Waddy Wachtel – gitara
- Vinnie Colaiuta – perkusja
- Al Ortiz – gitara basowa, gitara
- Patrick Warren – keyboard
- Matt Chamberlain – perkusja
- Tim Smith – gitara basowa
- Jeff Trott – gitara
- Peter Stroud – mandolina
- Steve Ferrone – perkusja
- Rami Jaffe – keyboard
- Brian MacLeod – perkusja
- Dan Rothchild – gitara basowa
- Rusty Anderson – gitara
- David Kahne – keyboard
- Gary Ferguson – perkusja
- John Pierce – gitara basowa
- Tim Pierce – gitara
- Rick Nowels – gitara, wokal wspomagający
- Charles Judge – keyboard
- Lenny Castro – tamburyn
- Ashwin Sood – perkusja
- Pierre Marchand – gitara, keyboard
- Michel Pepin – gitara
- Sylvain Grand – keyboard
- Brian Minato – keyboard